# وعل (یمن)
 وعل  روستایی است در ناحیهٔ (التعزیة) از توابع استان اِب در کشور یمن در شبه جزیره عربستان است. 

## جمعیت
جمعیت آن (۱۴۸ ) نفر (۱۳ خانوار) می‌باشد.
این روستا در پایهٔ کوه (جبل الشرق) روی تپه‌ای واقع شده‌است.